# Urocystis chorizandrae
Urocystis chorizandrae är en svampart som beskrevs av Cunningt., R.G. Shivas & Vánky 2003. Urocystis chorizandrae ingår i släktet Urocystis och familjen Urocystidaceae.   Inga underarter finns listade i Catalogue of Life.